# میلپورت، جزیره کامبریا
میلپورت (به انگلیسی: Millport) یک شهرک در اسکاتلند است که در ایرشر شمالی واقع شده‌است. میلپورت ۱٬۲۸۰ نفر جمعیت دارد.